# Лысак, Владимир Ильич
Владимир Ильич Лысак (р. 1951) — советский и российский учёный. Научный руководитель ВолгГТУ, заведующий кафедрой «Оборудование и технология сварочного производства».
Является членом бюро Отделения химии и наук о материалах РАН, членом президиума Южного научного центра РАН, президиума учебно-методической комиссии Минобрнауки РФ по сварочным специальностям, членом экспертного совета ВАК РФ, председателем докторского диссертационного совета, членом редколлегий ряда российских и зарубежных научных журналов, членом научных советов РАН по горению и взрыву, по металлургии, по керамическим материалам, по химической технологии.

## Биография
Родился 17 мая 1951 года в Волгограде. В 1974 году окончил Волгоградский политехнический институт. В 1975 году поступил в заочную аспирантуру.
В 1980 году защитил кандидатскую диссертацию по специальности 05.03.06 «Технология и машины сварочного производства» в МАТИ имени К. Э. Циолковского.
В 1995 году защитил докторскую диссертацию по той же специальности в Волгоградском государственном техническом университете.
В 1996 году избран на должность профессора кафедры сварочного производства и в том же году назначен на должность проректора по НИР ВолгГТУ.
В 1997 году присвоено звание профессора.
С 2007 года — первый проректор-проректор по научной работе университета.
Член-корреспондент РАН c 2011 г..
Работает в ВолгГТУ с 1974 года, с 2014 по 2019 год в должности ректора. С 2019 года — научный руководитель университета.
В 2016 г. В. Лысак избран академиком РАН.

## Научные достижения
Специалист в области материаловедения и технологии композиционных материалов.
Основные научные интересы связаны с созданием научных основ формирования соединения при сварке взрывом металлических слоистых композиционных материалов. В своих работах В. И. Лысак развил энергетический подход к анализу процессов, приводящих к формированию равнопрочных соединений при сварке взрывом одно- и разнородных металлов, что позволило на его основе установить положение критических границ их свариваемости. Им уточнена структура энергетического баланса сварки взрывом двух- и многослойных композитов, обнаружено существование, дано феноменологическое и количественное описание характерных областей сварки, формирование соединений в которых происходит с образованием обычных или аномальных волн или без них, раскрыта кинетика послойного соударения элементов в многослойных системах.
Научные интересы В. И. Лысака распространяются и на другие способы сварки. Под его руководством исследуются дуговые процессы при сварке в среде инертных газов, разрабатываются новые инверторные источники питания, конструкции неплавящихся электродов. Кроме того, создаются новые наплавочные материалы и технологические процессы нанесения износостойких покрытий на детали и узлы оборудования металлургических предприятий.
Фундаментальные исследования Л. находят своё логическое продолжение в прикладных разработках. Созданные с помощью сварки взрывом СКМ внедрены на многих предприятиях металлургии, машиностроения, ракетно-космического и оборонного комплексов страны и за рубежом. Крупногабаритные биметаллические заготовки использованы в изготовлении энергетического оборудования АЭС «Козлодуй» (Болгария), «Ловииза-II» (Финляндия), «Харагуа» (Куба), Ленинградской АЭС, нефтехимической и газовой аппаратуры и др. Композитные детали и узлы применены в космических системах «Буран», «Энергия», «Морской старт», «Союз», «Салют», «МКС», программах «Венера», «Марс», «Луноход» и др.
Автор и соавтор более 1080 публикаций, включая 14 монографий, 5 учебников и учебных пособий, более 450 статей в российских и зарубежных журналах, более 90 изобретений и полезных моделей. Под его руководством защищено 7 докторских и 33 кандидатских диссертаций.

## Награды, премии, почётные звания
- Премия Ленинского комсомола (1985) — за исследование, разработку и внедрение комплекса технологических процессов сварки взрывом применительно к изготовлению узлов и оборудования энергетического машиностроения, цветной металлургии и ЖДТ
- Почётный работник высшего профессионального образования РФ (2000)
- Заслуженный деятель науки Российской Федерации (1 сентября 2005 года) — за заслуги в научной деятельности[3]
- медаль имени академика С. П. Королёва (2005)
- медаль имени лауреата Нобелевской премии академика А. М. Прохорова (2006)
- премия Администрации Волгоградской области в области науки и техники (2006, 2008)
- премия города-героя Волгограда в области науки и техники (2010)
- Орден Дружбы (7 сентября 2011 года) — за заслуги в области образования, науки и большой вклад в подготовку квалифицированных специалистов[4]
- Премия Правительства Российской Федерации в области науки и техники (2015)[5] и 2023[6])
- академик РАН (2016)[7].
- Медаль «За заслуги перед Волгоградской областью» (2019)[8]
- Орден Александра Невского (10 сентября 2020 года) — за заслуги в научно-педагогической деятельности, подготовке квалифицированных специалистов и многолетнюю добросовестную работу[9]
- Юбилейная медаль «300 лет Российской академии наук» (2024)[10]